# Осич
Оси́ч (укр. Осіч) — село, расположенное на территории Бахмачского района Черниговской области (Украина). Село является самым северным населённым пунктом Бахмачского района и находится примерно в 26 км к северу от центра города Бахмач. Со всех сторон, кроме южной, село окружено болотами и лесами. Население составляет 274 жителя (2006 год). Плотность населения — 391,43 чел/кв.км. Средняя высота населённого пункта — 117 м над уровнем моря. Село находится в зоне умеренного умеренно континентального климата.
Впервые упоминается в 1700 году.
Национальный состав представлен преимущественно украинцами, конфессиональный состав — христианами. Здесь находится Крупицкий монастырь построенный еще во времена Киевской Руси, вокруг которого позднее и выросло село.